# Орделаффи, Франческо I

Форли на карте Средней Италии

Франческо (Чекко) I Орделаффи (Francesco (Cecco) I Ordelaffi) (р. 1295/1300, ум. 1332) — итальянский кондотьер, сеньор Форли в 1315—1331.
Сын Теобальдо Орделаффи, лидера гибеллинов в Форли (ум. 1296). В 1315 году после смерти брата, Скарпетта Орделаффи, стал правителем (подеста) Форли.
Был одним из предводителей гибеллинов в противостоянии с гвельфами — Малатеста да Римини, городами Чезена, Фаэнца, Фоссомброне и Пезаро.
В 1323 году помог сеньору Ареццо Гвидо Тарлати завоевать Читта-ди-Кастелло.
В 1331 году был изгнан из Форли папскими войсками и вскоре умер.